# جايسون كاولي
جايسون كاولي (بالإنجليزية: Jason Cowley) هو لاعب كرة قدم بريطاني في مركز الهجوم، ولد في عقد 1990. لعب مع ستيفيناغ بوروه.

## وصلات خارجية
- جايسون كاولي على موقع قاعدة بيانات كرة القدم.إي يو (الإنجليزية)
- جايسون كاولي على موقع Soccerbase.com (لاعب) (الإنجليزية)
- جايسون كاولي على موقع Soccerway.com (الإنجليزية)